# 2013年大西洋飓风季时间轴

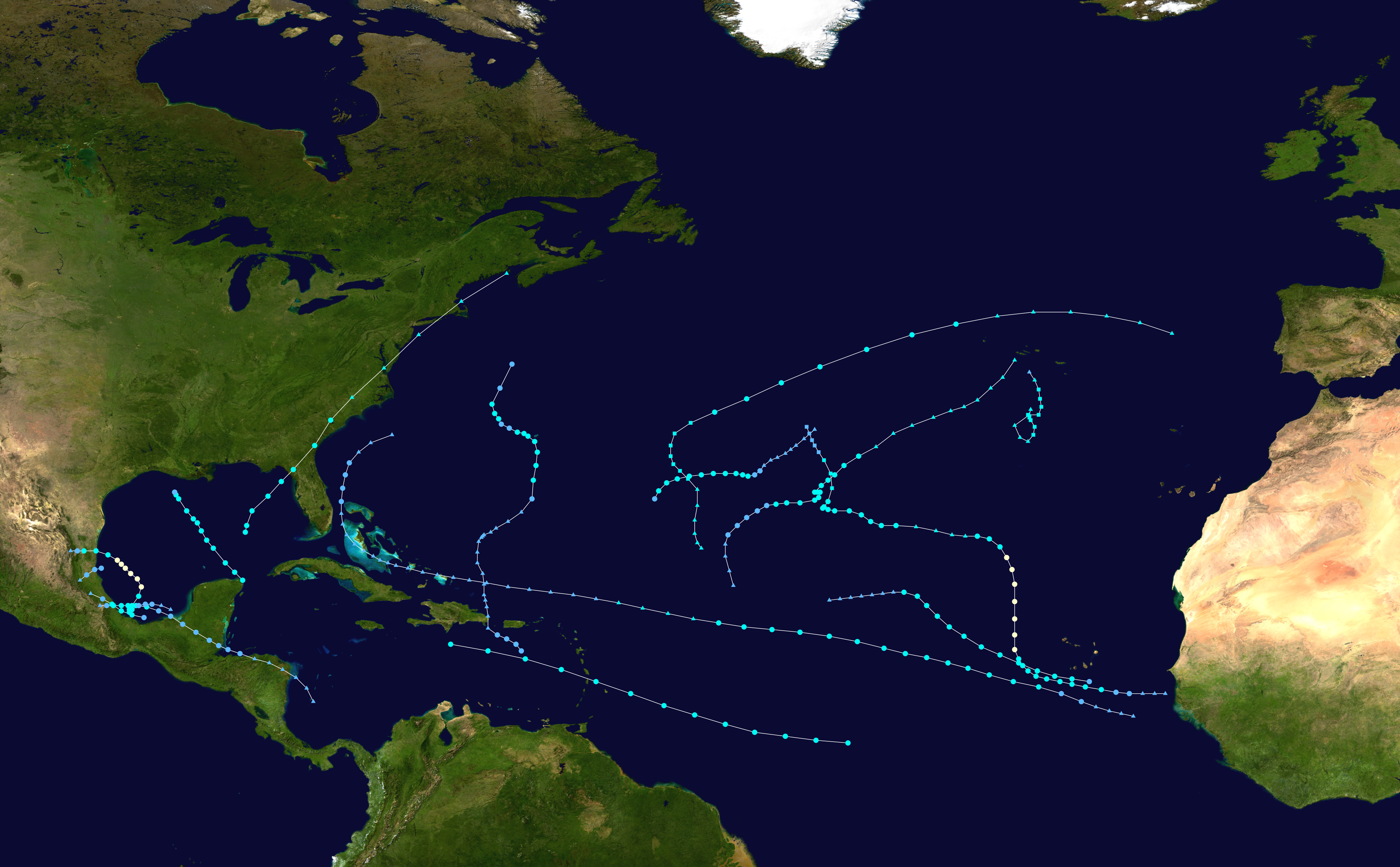
2013年大西洋飓风季所有风暴的路径图

2013年大西洋飓风季的活跃程度低于平均水平，形成的飓风数量是继1982年以来最少的。飓风季从2013年6月1日正式开始，同年11月30日结束，传统上每年绝大多数热带气旋都是这段时间在大西洋盆地形成和发展。热带风暴安德烈亚是全季首场风暴，于6月5日形成，最后一个气旋是没有命名的亚热带风暴，于12月7日消散。
全季一共产生了15个热带或亚热带气旋，其中14个达到热带风暴强度，只有两个成为飓风，并且没有任何一场达到大型飓风强度，这也是继1994年大西洋飓风季以来首次没有大型飓风形成。虽然飓风季活跃程度低，但墨西哥还是受到了多场热带气旋影响，其中造成破坏最严重的是热带风暴费尔南德和飓风英格丽德。其中前者于8月下旬登岸，夺走了14个人的生命，造成数百万美元损失，后者则在9月中旬登陆，导致23人丧生，经济损失达15亿美元。整个飓风季里只有热带风暴安德烈亚在美国登陆，导致4人遇难，催生出多场龙卷风并产生暴雨，美国东岸和加拿大大西洋省份有大片地区发生洪灾。
这个时间轴中记录了全年大西洋所有热带或亚热带气旋形成、增强、减弱、登陆、转变成温带气旋以及消散的具体信息。还包括实际操作中没有发布的信息，如美国国家飓风中心风暴过后的回顾。包括最大持续风速、位置、距离在内的所有数字都是经四舍五入换算成整数。

## 风暴时间轴

### 6月
6月1日
- 2013年大西洋飓风季正式开始[3]。

6月5日

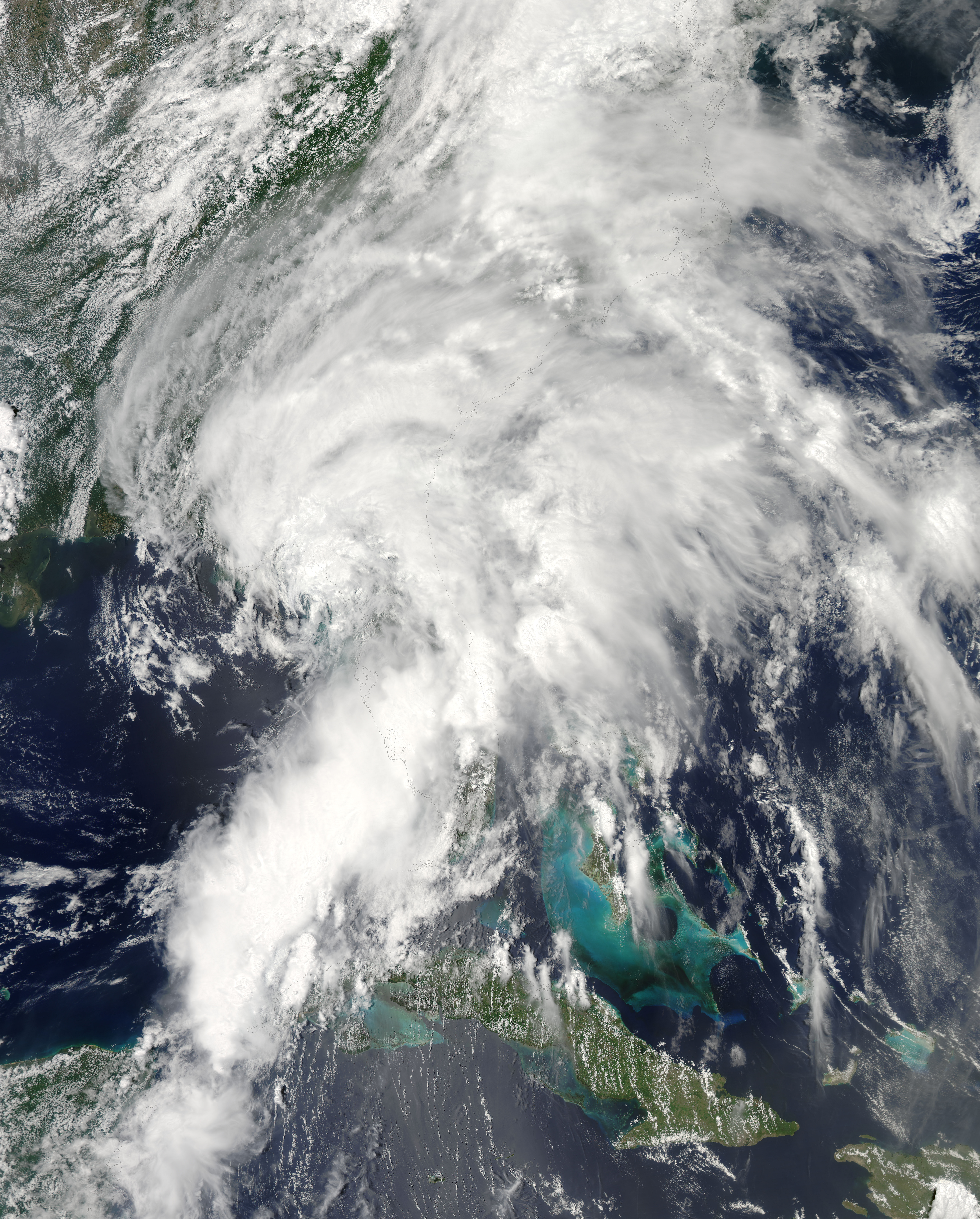
即将登陆的热带风暴安德烈亚

- 协调世界时下午18点：佛罗里达州圣彼德斯堡西南方向约500公里海域的低气压区发展成热带风暴并获命名为“安德烈亚”（Andrea）[7]。

6月6日
- 中午12点：热带风暴安德烈亚达到每小时100公里的最大持续风速[7]。
- 晚上22点：热带风暴安德烈亚以风力时速95公里强度从佛罗里达州泰勒县的斯坦哈奇（Steinhatchee）以南约15公里处登陆，并在几乎同一时间达到最低气压992毫巴（百帕，29.3英寸汞柱）的最高强度[7]。

6月7日
- 下午18点：热带风暴安德烈亚在南卡罗莱纳州上空转变成温带气旋[7]。

6月17日
- 中午12点：第二号热带低气压由洪都拉斯拉塞瓦西北偏北方向约40公里洋面的低气压区发展形成[8]。
- 晚上22点：第二号热带低气压以风速每小时55公里强度从洪都拉斯比格克里克港（Big Creek）附近登陆[8]。

6月19日
- 中午12点：第二号热带低气压在墨西哥夸察夸尔科斯东北偏北方向约165公里海域达到热带风暴强度并获名“巴里”（Barry）[8]

6月20日
- 凌晨0点：热带风暴巴里达到最大持续风速每小时75公里，最低气压1003毫巴（百帕，29.62英寸汞柱）的最高强度[8]。
- 上午11点15分：热带风暴巴里以风力时速75公里强度在墨西哥拉古纳拉曼恰（Laguna La Mancha）附近第二次，也是最后一次登陆[8]。
- 下午18点：热带风暴巴里减弱成热带低气压[8]。

6月21日
- 凌晨0点：热带低气压巴里在墨西哥普埃布拉州上空退化成不含对流的残留低气压区[8]。

### 7月
7月7日

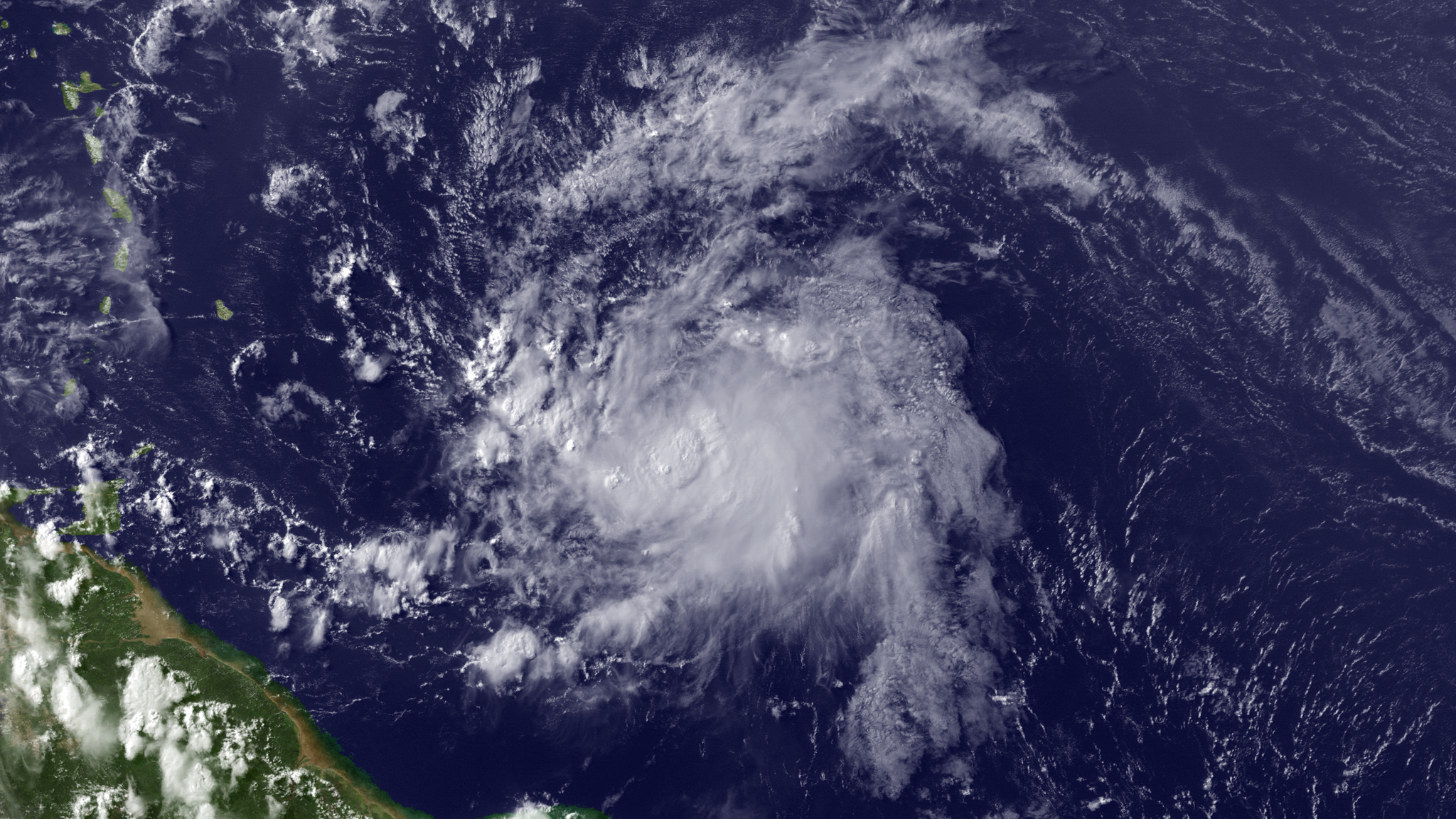
位于中大西洋的热带风暴尚塔尔

- 中午12点：热带风暴尚塔尔由巴巴多斯东南偏东方向约2000公里海域的低气压区形成[9]。

7月9日
- 中午12点：热带风暴尚塔尔在途经小安的列斯群岛中部期间达到最大持续风速每小时100公里，最低气压1003毫巴（百帕，29.62英寸汞柱）的最高强度[9]。

7月10日
- 下午18点：热带风暴尚塔尔在伊斯帕尼奥拉岛以南洋面消散[9]。

7月23日
- 下午18点：第四号热带低气压由佛得角群岛东南偏南方向约280公里海域的低气压区发展形成[10]。

7月24日
- 早上6点：第四号热带低气压在佛得角群岛最南端的西南偏西方向约300公里洋面强化成热带风暴并获命“多利安”（Dorian）[10]。

7月25日
- 早上6点：热带风暴多利安达到最大持续风速每小时95公里，最低气压1002毫巴（百帕，29.59英寸汞柱）的最高强度[10]。

7月27日
- 下午18点：热带风暴多利安在背风群岛东北偏东方向约925公里海域退化成低压槽[10]。

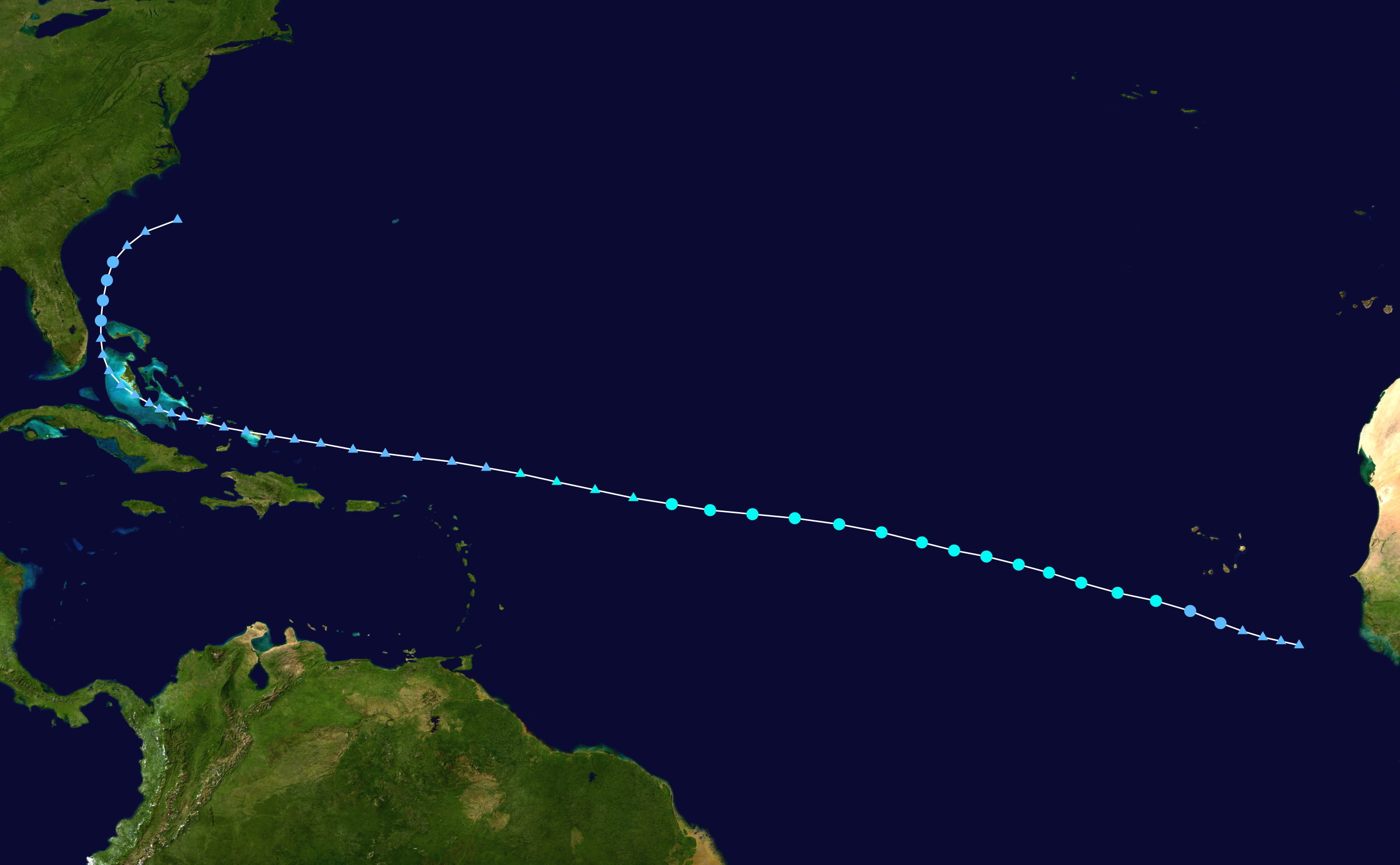
热带风暴多利安的行进路线

### 8月
8月2日
- 下午18点：热带风暴多利安的残留在巴哈马弗里波特（Freeport）再生成热带低气压[10]。

8月3日
- 下午18点：热带低气压多利安在南卡罗莱纳州查尔斯顿东南方向约265公里洋面退化成残留低气压区[10]。

8月15日
- 凌晨0点：第五号热带低气压由佛得角培亚以南约110公里处的低气压区发展形成[11]。
- 早上6点：第五号热带低气压达到热带风暴强度标准并获命名为“埃琳”（Erin）[11]。

8月17日
- 凌晨0点：热带风暴埃琳达到最大持续风速每小时75公里，最低气压1006毫巴（百帕，29.71英寸汞柱）的最高强度[11]。

8月18日

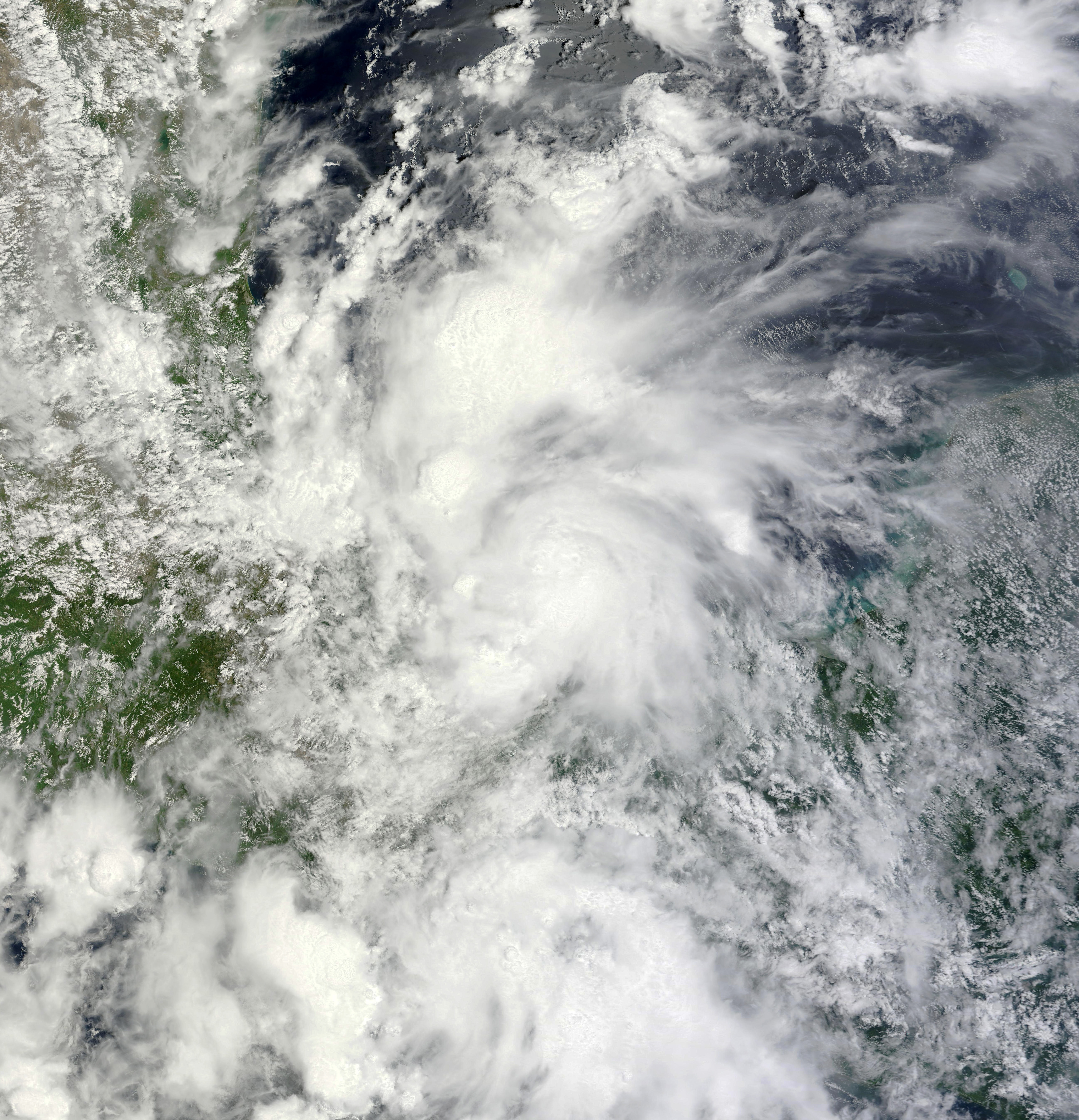
即将达到热带风暴强度的第六号热带低气压

- 早上6点：热带风暴埃琳在非洲西海岸和背风群岛北部之间中途位置海域退化成不含对流的残留低气压区[11]。

8月25日
- 中午12点：墨西哥夸察夸尔科斯东北偏北方向约65公里洋面的低气压区发展成第六号热带低气压[12]。
- 下午18点：第六号热带低气压在墨西哥韦拉克鲁斯东南偏东方向约110公里海域增强成热带风暴并获名“费尔南德”（Fernand）[12]。

8月26日
- 凌晨0点：热带风暴费尔南德达到最大持续风速每小时95公里，最低气压1001毫巴（百帕，29.56英寸汞柱）的最高强度[12]。
- 凌晨4点45分：热带风暴费尔南德以风力时速95公里强度登陆墨西哥韦拉克鲁斯州[12]。
- 中午12点：热带风暴费尔南德降级成热带低气压[12]。
- 下午18点：热带低气压费尔南德在墨西哥伊达尔戈州图兰辛戈附近退化成不含对流的残留低气压区[12]。

### 9月
9月4日

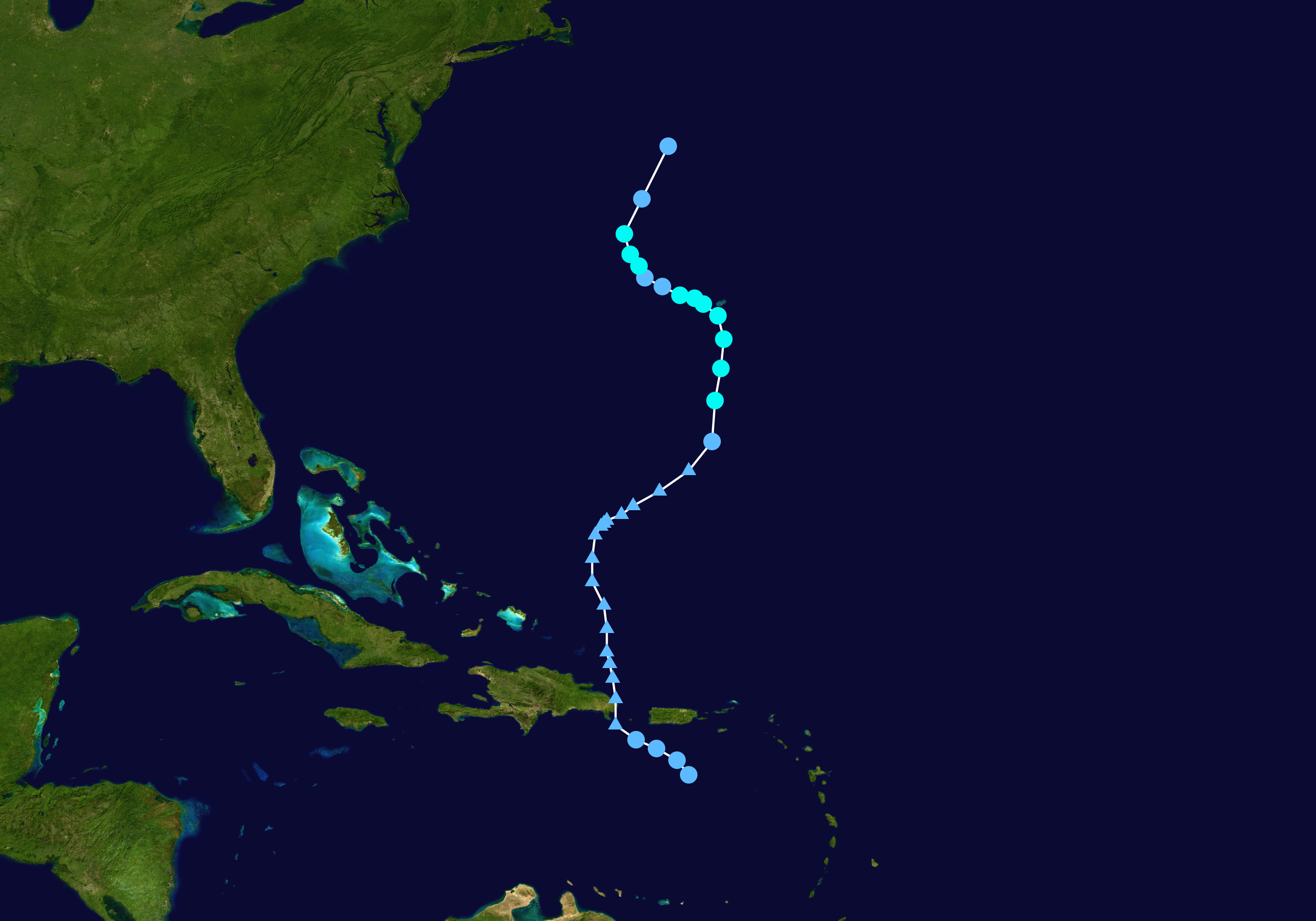
热带风暴加布里埃尔的行进路线

- 下午18点：第七号热带低气压由波多黎各东南偏南方向约185公里洋面发展形成[13]。

9月5日
- 下午18点：第七号热带低气压在伊斯帕尼奥拉岛最东端附近退化成热带扰动[13]。

9月6日
- 中午12点：第八号热带低气压由墨西哥坦皮科东北偏东方向约50公里海域的低气压区发展形成[14]。
- 下午18点：第八号热带低气压达到最大持续风速每小时55公里，最低气压1008毫巴（百帕，29.77英寸汞柱）的最高强度，并在几乎同一时间从墨西哥的坦皮科附近登陆[14]。

9月7日
- 早上6点：第八号热带低气压在墨西哥坦皮科西南方向约155公里洋面退化成不含对流的残留低气压区[14]。

9月8日
- 下午18点：第九号热带低气压由非洲达喀尔西南偏西方向约360公里海域的低气压区发展形成[15]。

9月9日

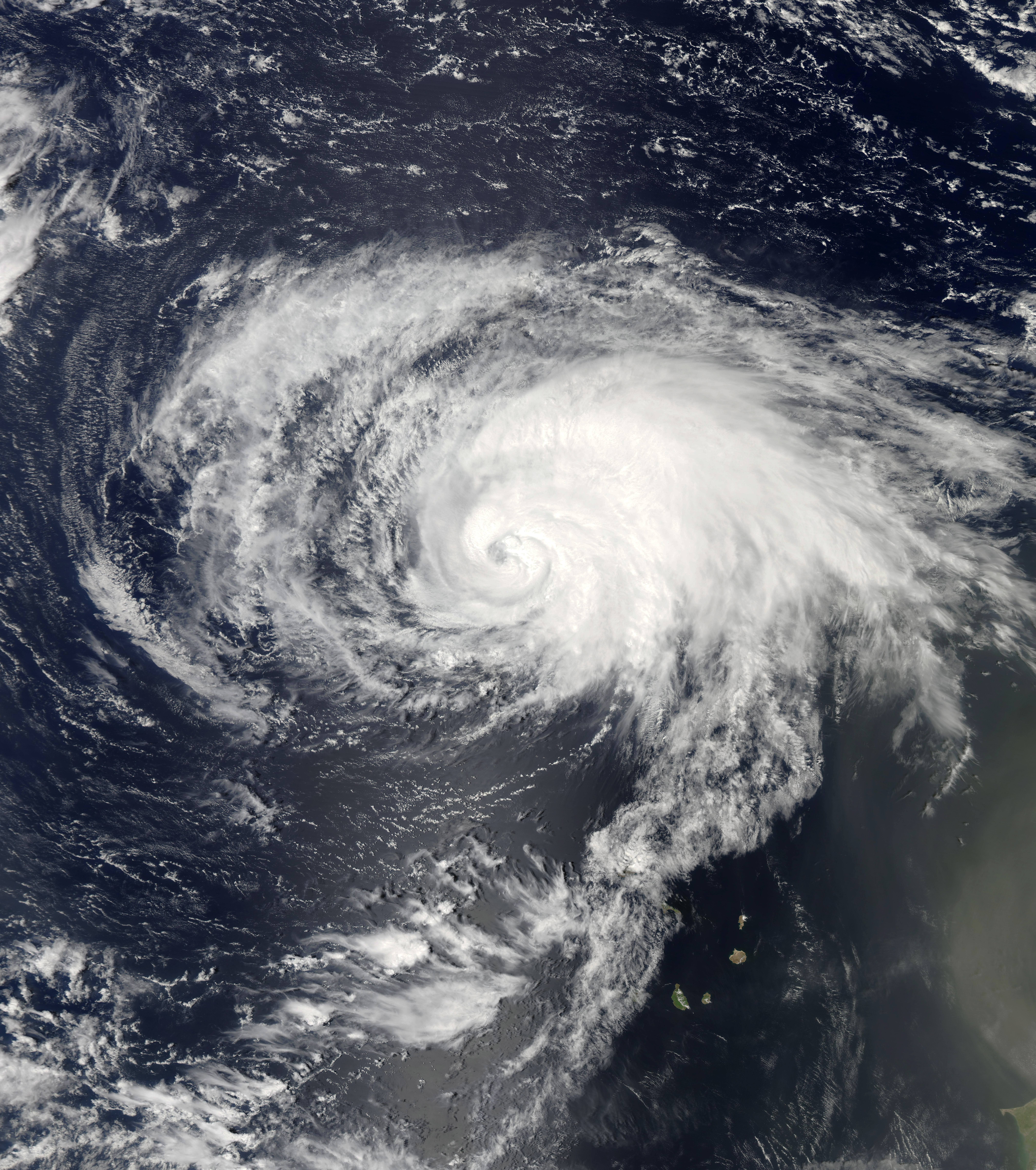
即将达到最高强度的飓风温贝托

- 早上6点：第九号热带低气压在佛得角培亚东南方向约235公里洋面升级成热带风暴并获名“温贝托”（Humberto）[15]。

9月10日
- 凌晨0点：第七号热带低气压的残留在百慕大以南约555公里海域再生成热带低气压[13]。
- 早上6点：第七号热带低气压在百慕大以南约360公里洋面强化成热带风暴并获命名为“加布里埃尔”（Gabrielle）[13]。
- 中午12点：热带风暴加布里埃尔达到最大持续风速每小时100公里，最低气压1003毫巴（百帕，29.59英寸汞柱）的最高强度[13]。

9月11日
- 中午12点：热带风暴温贝托在佛得角培亚西南偏西方向约595公里海域增强成2013年大西洋飓风季的首场飓风[15]。
- 下午18点：飓风温贝托达到最大持续风速每小时150公里，最低气压979毫巴（百帕，28.91英寸汞柱）的最高强度[15]。

9月12日
- 凌晨0点：热带风暴加布里埃尔降级成热带低气压[13]。
- 中午12点：热带低气压加布里埃尔在百慕大西北方向约305公里洋面重新达到热带风暴强度[13]。
- 下午18点：第十号热带低气压由墨西哥韦拉克鲁斯西北部以东约280公里海域的低气压区发展形成[16]。

9月13日

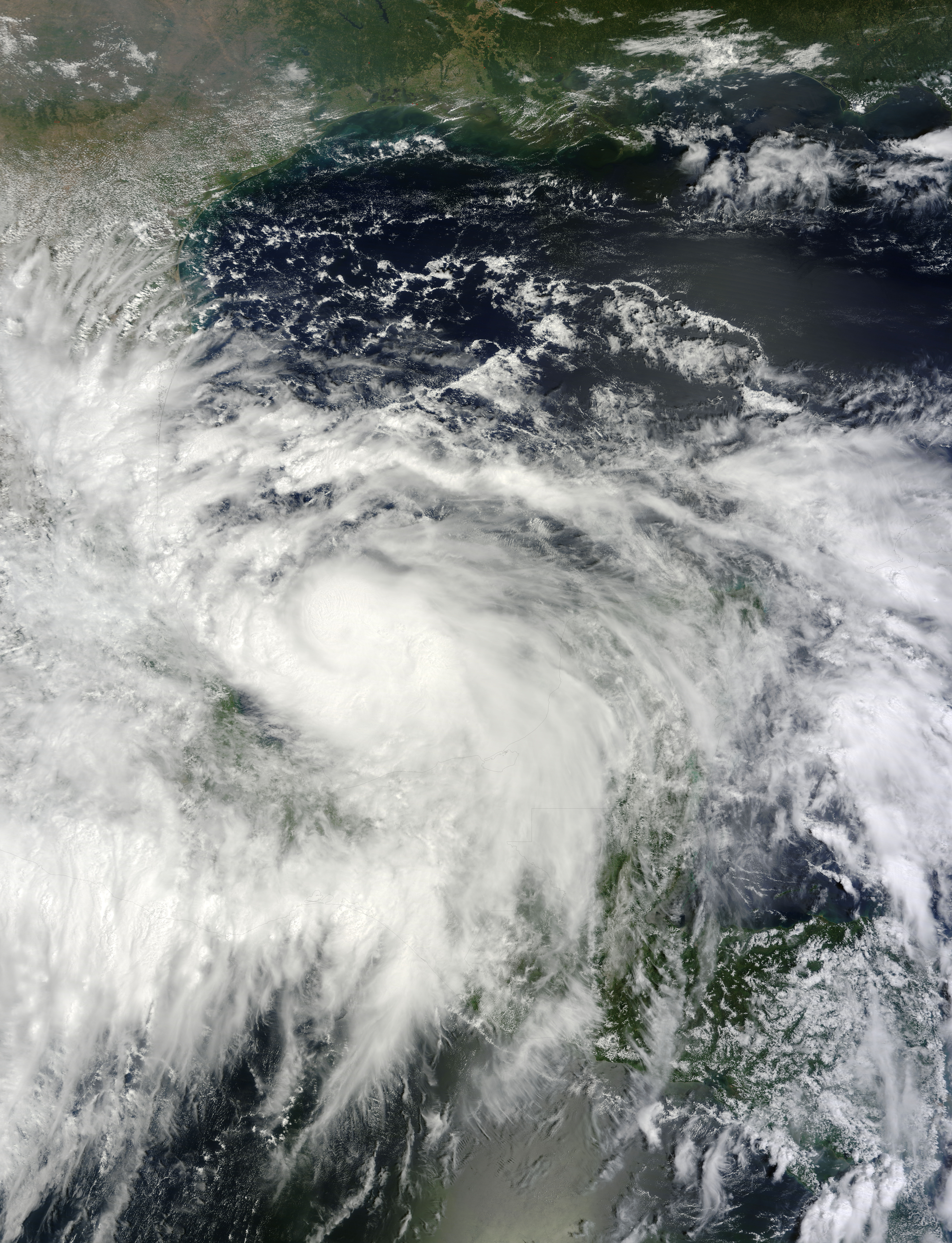
即将达到飓风强度的英格丽德

- 早上6点：热带风暴加布里埃尔再度降级成热带低气压[13]。
- 早上6点：飓风温贝托在佛得角培亚西北方向约1215公里洋面弱化成热带风暴[15]。
- 中午12点：第十号热带低气压在墨西哥韦拉克鲁斯以东约110公里海域强化成热带风暴并获名“英格丽德”（Ingrid）[16]。
- 下午18点：热带低气压加布里埃尔在百慕大西北偏北方向洋面消散[13]。

9月14日
- 凌晨0点：热带风暴温贝托在佛得角培亚西北方向约1450公里海域退化成不含对流的残留低气压区[15]。
- 下午18点：热带风暴英格丽德在墨西哥韦拉克鲁斯东北方向约275公里洋面强化成本季第二场、也是最后一场飓风[16]。

9月15日
- 凌晨0点：热带风暴温贝托的残留在亚速尔群岛蓬塔德尔加达西南方向约1760公里海域再生成热带风暴[15]。
- 凌晨0点：飓风英格丽德达到最大持续风速每小时140公里，最低气压983毫巴（百帕，29.03英寸汞柱）的最高强度[16]。

9月16日
- 早上6点：飓风英格丽德在墨西哥坦皮科东北方向约160公里洋面弱化成热带风暴[16]。
- 上午11点15分：热带风暴英格丽德以风力时速100公里强度从墨西哥塔毛利帕斯州拉佩斯卡（La Pesca）附近登陆[16]。

9月17日
- 凌晨0点：热带风暴英格丽德在墨西哥拉佩斯卡以西约150公里海域减弱成热带低气压[16]。
- 早上6点：热带低气压英格丽德在墨西哥拉佩斯卡以西约195公里洋面退化成不含对流的残留低气压区[16]。
- 中午12点：热带风暴温贝托转变成亚热带风暴[15]。

9月18日

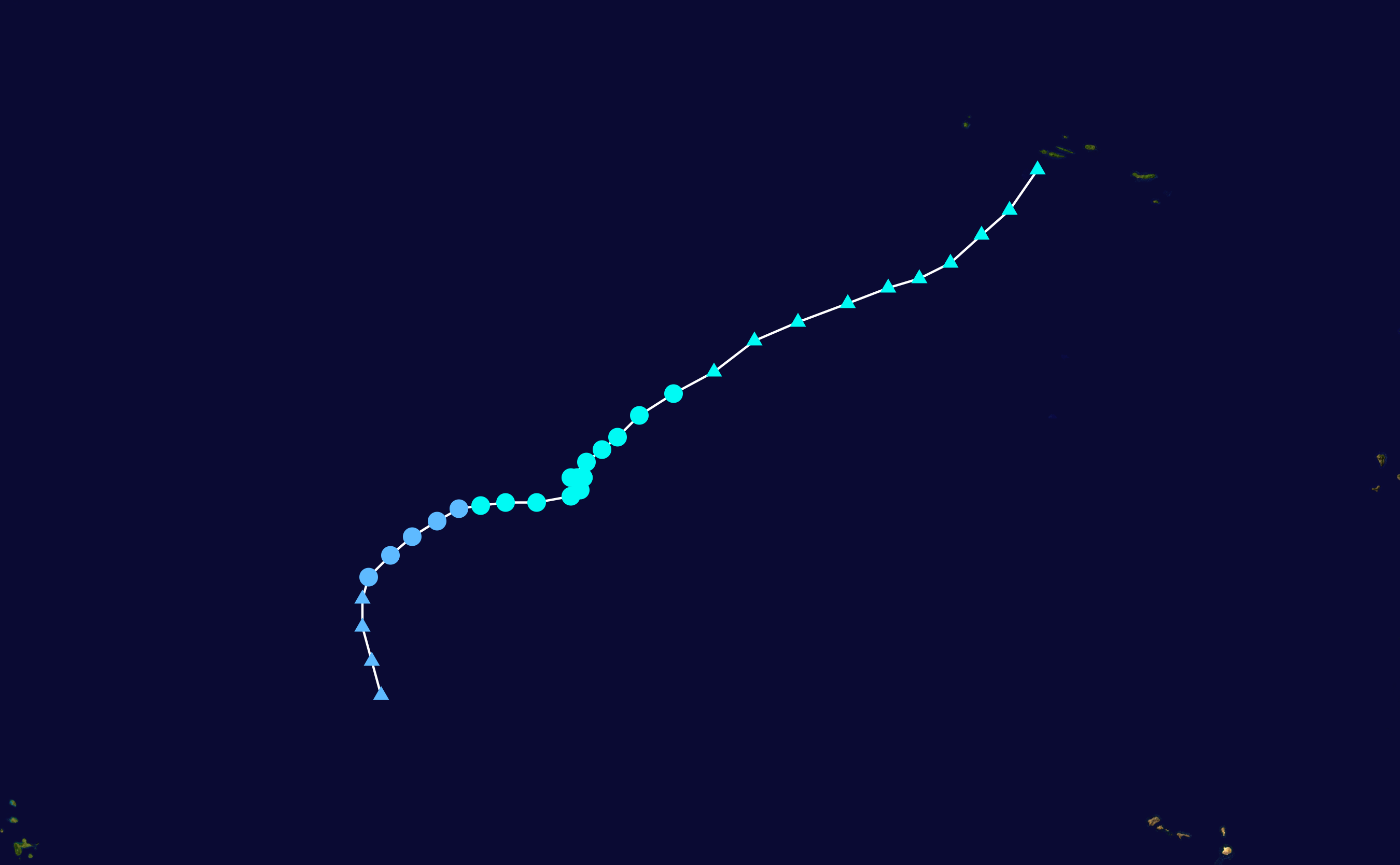
热带风暴杰里的移动路径

- 早上6点：亚热带风暴温贝托在蓬塔德尔加达西南方向约1795公里海域降级成亚热带低气压[15]。

9月19日
- 中午12点：亚热带低气压温贝托在亚速尔群岛西南方向洋面消散[15]。

9月29日
- 凌晨0点：第十一号热带低气压由背风群岛东北偏东方向1465公里海域的低气压区发展形成[17]。

9月30日
- 早上6点：第十一号热带低气压在亚热带群岛西南偏西方向约1850公里洋面升级成热带风暴并获命名为“杰里”（Jerry）[17]。

### 10月
10月1日
- 凌晨0点：热带风暴杰里达到最大持续风速每小时85公里，最低气压1005毫巴（百帕，29.68英寸汞柱）的最高强度[17]。

10月3日

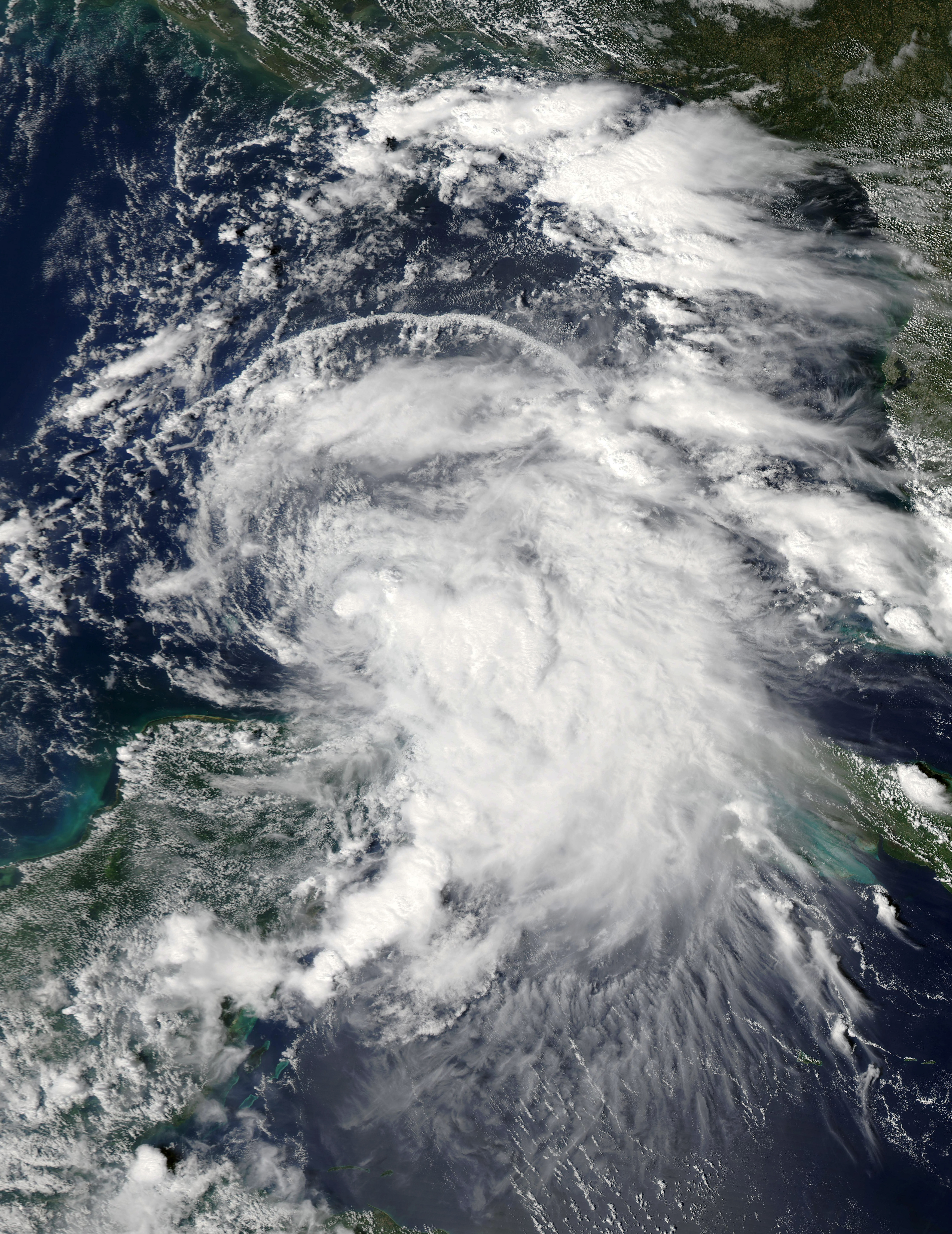
10月3日时组织结构较为混乱的热带风暴凯伦

- 早上6点：热带风暴凯伦由墨西哥坎昆以北约55公里海域的低气压区发展形成[18]。
- 中午12点：热带风暴凯伦达到最大持续风速每小时100公里的最高强度[18]。
- 下午18点：热带风暴杰里在中亚速尔群岛西南方向约1240公里洋面退化成不含对流的残留低气压区[17]。
- 晚上21点：热带风暴卡伦达到998毫巴（百帕，29.47英寸汞柱）的最低气压[18]。

10月6日
- 凌晨0点：热带风暴凯伦在新奥尔良西南方向约260公里海域降级成热带低气压[18]。
- 中午12点：热带低气压凯伦在路易斯安那州中南部海岸以南洋面消散[18]。

10月21日
- 早上6点：第十三号热带低气压由百慕大东南偏东方向约1000公里海域的低气压区发展形成[19]。
- 中午12点：第十三号热带低气压在百慕大东南方向约990公里洋面升级成热带风暴并获命名为“洛伦佐”（Lorenzo）[19]。

10月22日
- 中午12点：热带风暴洛伦佐达到最大持续风速每小时85公里，最低气压1000毫巴（百帕，29.53英寸汞柱）的最低强度[19]。

10月24日
- 凌晨0点：热带风暴洛伦佐降级成热带低气压[19]。
- 中午12点：热带低气压洛伦佐在亚速尔群岛弗洛雷斯岛西南偏西方向约1350公里海域消散[19]。

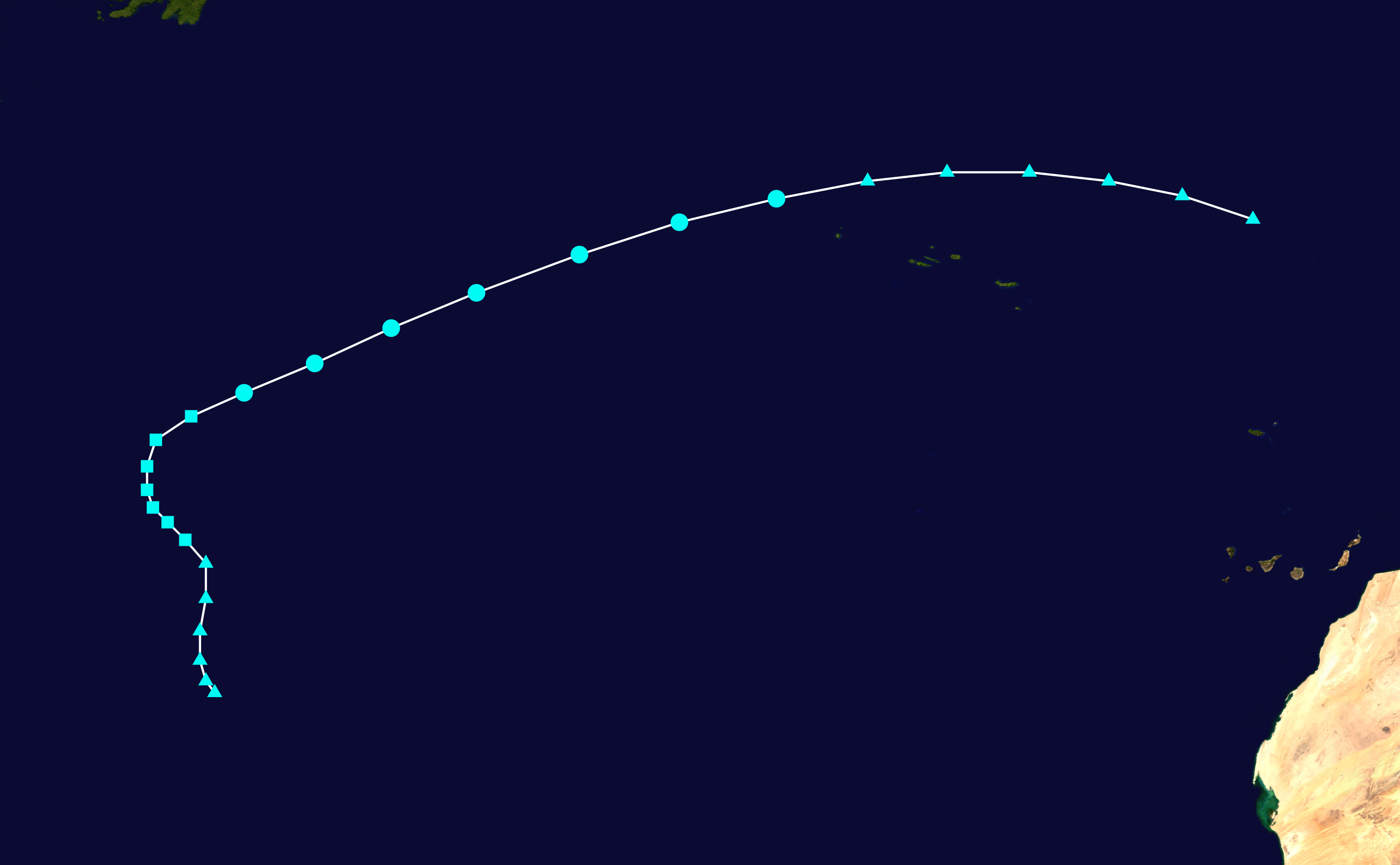
热带风暴梅利莎的行进路线

### 11月
11月18日
- 中午12点：百慕大东南偏东方向约1160公里洋面的低气压区发展成了亚热带风暴并获名“梅利莎”（Melissa）[20]。

11月20日
- 早上6点：亚热带风暴梅利莎在百慕大东北偏东方向约1245公里海域转变成热带风暴[20]。

11月21日
- 中午12点：热带风暴梅利莎达到最大持续风速每小时100公里，最低气压980毫巴（百帕，28.94英寸汞柱）的最高强度[20]。

11月22日
- 凌晨0点：热带风暴梅利莎在亚速尔群岛弗洛雷斯岛东北偏北方向约220公里洋面退化成不含对流的残留低气压区[20]。

11月30日
- 2013年大西洋飓风季正式结束[3]。

### 12月
12月5日
- 凌晨0点：亚速尔群岛以南约620公里海域的低气压区发展成亚热带风暴，并在几乎同一时间达到最大持续风速每小时85公里，最低气压997毫巴（百帕，29.44英寸汞柱）的最高强度[21]。

12月7日
- 早上6点：亚热带风暴在亚速尔群岛以南约165公里洋面退化成不含对流的残留低气压区[21]。

## 解释说明
1. ↑  根据美国国家海洋和大气管理局的定义，每年大西洋飓风季平均会形成12场热带风暴，其中六个成为飓风，两场达到大型飓风强度[1]。
2. ↑  大型飓风是指最大持续风速可以在萨菲尔-辛普森飓风等级中达到三级或以上的风暴[4]。